# Neophasma granulosum
Neophasma granulosum är en insektsart som beskrevs av Ludwig Redtenbacher 1906. Neophasma granulosum ingår i släktet Neophasma och familjen Pseudophasmatidae. Inga underarter finns listade i Catalogue of Life.